# Niwot
Niwot ist ein Census-designated place im Boulder County im US-Bundesstaat Colorado. Das U.S. Census Bureau hat bei der Volkszählung 2020 eine Einwohnerzahl von 4306 ermittelt.
Das Durchschnittseinkommen lag 2010 bei 39.943 US-$ pro Jahr. Niwot nimmt damit nach dem Durchschnittseinkommen der Städte in Colorado den 17. Rang ein.
Nachdem 1873 die Colorado Central Railroad ihr Schienennetz von Boulder nach Nordosten ausdehnte, entstand entlang der Bahnlinie 1875 der Ort Niwot. Der Ortsname geht zurück auf den Arapaho-Häuptling Chief Niwot, was zu deutsch in etwa „Linke Hand“ bedeutet; die Arapaho-Indianer betrieben zuvor Jagd in dem Left Hand Valley genannten Tal. Nachdem ein Güterbahnhof und eine Poststelle eingerichtet waren, entwickelten sich Geschäftsviertel zunächst auf der West-, später auch auf der Ostseite der Bahnlinie.
Bis etwa in die 1940er Jahre war die Eisenbahn bestimmender Wirtschaftsfaktor der Stadt; heute existiert dort allerdings kein Güterbahnhof mehr.

## Persönlichkeiten
- Elise Cranny (* 1996), Langstreckenläuferin